# Ulrich Hahnen

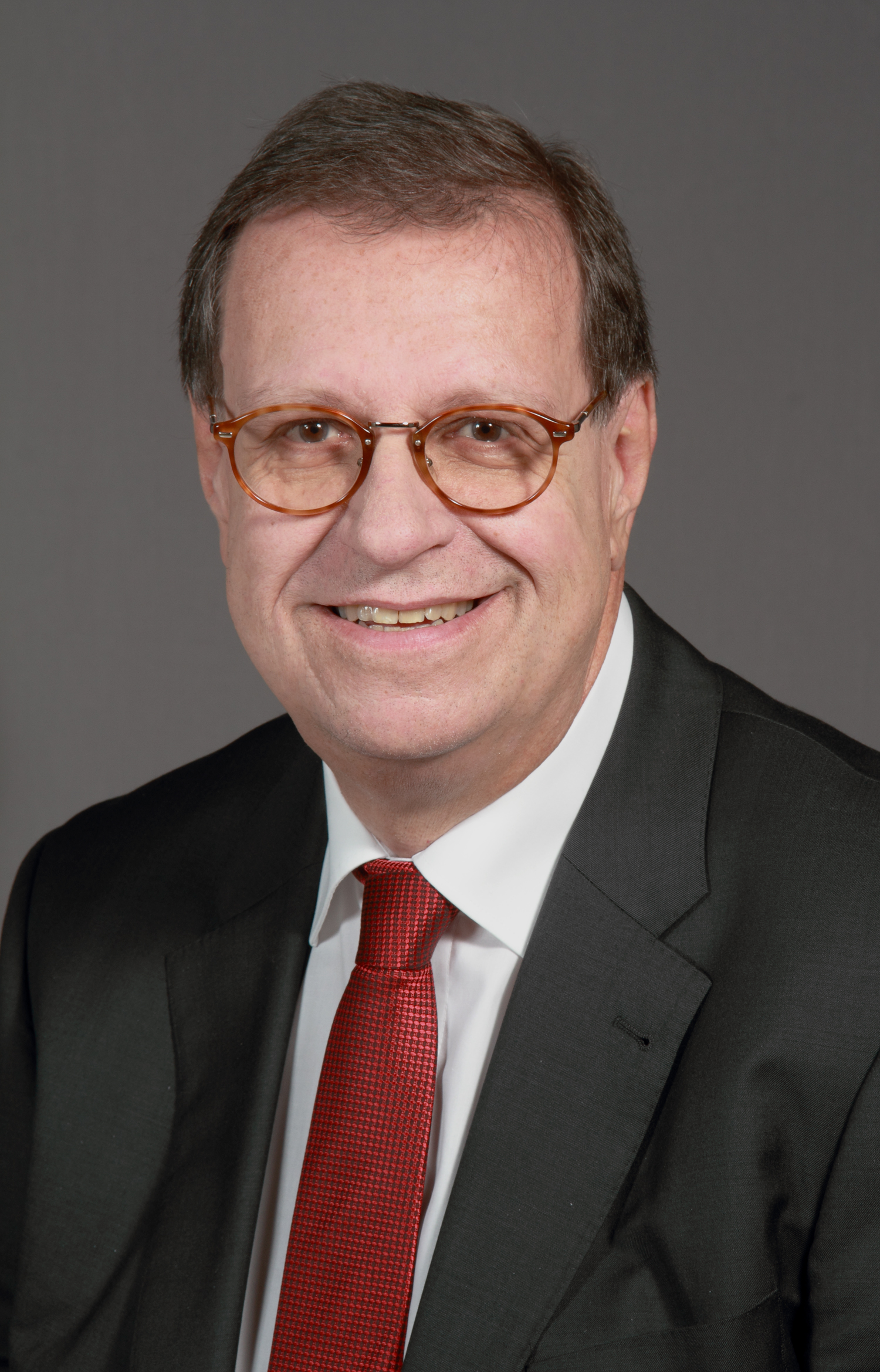
Ulrich Hahnen (2013)

Ulrich Hahnen (* 10. Mai 1952 in Krefeld; † 9. Januar 2016) war ein deutscher Politiker (SPD) in Nordrhein-Westfalen. Ab 2010 war er Abgeordneter für die SPD im Landtag Nordrhein-Westfalen. Ab 1994 war er Mitglied im Rat der Stadt Krefeld und zugleich Fraktionsvorsitzender der SPD-Ratsfraktion.

## Leben
Hahnen wurde 1952 in Krefeld geboren, besuchte dort die Schule mit 1971 Abitur 1971. Danach begann er eine Ausbildung zum Finanzwirt an der Fachhochschule für Finanzen Nordrhein-Westfalen in Nordkirchen, die er 1974 als Diplom-Finanzwirt abschloss. Im Anschluss war er bis zu seiner Wahl in den Landtag NRW in der Finanzverwaltung tätig. Am 9. Januar 2016 verstarb er nach einem Krebsleiden.
Hahnen war verheiratet und hinterließ einen Sohn und eine Tochter.

## Politischer Werdegang
Hahnen trat 1969 in die SPD ein. Er war seit 1977 Beisitzer im Vorstand des SPD-Ortsvereins Krefeld-Bockum und seit 1993 stellvertretender Vorsitzender der SPD Krefeld. Von 1980 bis 1994 war er Mitglied in der Bezirksvertretung Krefeld-Ost, seit 1994 war er Mitglied im Rat der Stadt Krefeld und dort Vorsitzender der SPD-Fraktion. Im Mai 2010 wurde er als Direktkandidat im Landtagswahlkreis Krefeld I in den Landtag Nordrhein-Westfalen gewählt. Hier war er Mitglied im Haushalts- und Finanzausschuss, im Unterausschuss Personal und im Haushaltskontrollausschuss. Im Haushalts- und Finanzausschuss war er stellvertretender Vorsitzender; im Unterausschuss Personal war er Vorsitzender.